# Piaçabuçu
Piaçabuçu este un oraș în statul Alagoas (AL) din Brazilia.